# Fernsehturm Pitampura
Der Fernsehturm Pitampura ist ein 235 Meter hoher Fernsehturm im Nordwesten der indischen Metropole Delhi und damit sechsthöchster Indiens. Er beherbergt ein Drehrestaurant und ist der höchste Fernsehturm, der gleichzeitig als öffentlich zugänglicher Aussichtsturm genutzt werden kann. Allerdings ist er seit einem Brand im Januar 2013 nicht mehr öffentlich zugänglich. Er befindet sich nahe der U-Bahn-Station Netaji Subhash Place der Metro Delhi. Die Bezeichnung Pitampura geht auf den Namen des gleichnamigen Bezirks in Delhi zurück.

## Geschichte
Die Grundsteinlegung zum Sendestandpunkt fand 1981 statt. Der Turmbau selbst wurde in gut vierjähriger Bauzeit im November 1988 in einem Gewerbegebiet Delhis fertiggestellt. Bauherr war die National Buildings Construction Corporation Ltd., die der indischen Regierung untersteht. Die offizielle Einweihung erfolgte am 7. November 1988 im Beisein des Premierministers Rajiv Gandhi.
Im Oktober 2010 gelang Satyendra Verma, einem Offizier der indischen Armee, ein erfolgreicher Objektsprung vom Fernsehturm, mit dem er diesen Extremsport in Indien einführte.
Am 5. Januar 2013 brach gegen 22.30 Uhr ein Feuer im Turm aus, dass mit einem zweistündigen Einsatz von 15 Feuerwehrkräften unter Kontrolle gebracht werden konnte. Personen kamen, nach offiziellen Angaben, keine zu Schaden. Seither ist aus Sicherheitsgründen der Turm öffentlich nicht mehr zugänglich. Auch die Sendetätigkeit war nach dem Zwischenfall beeinträchtigt.

## Beschreibung

### Fundament und Basis
Das Fundament wird von 279 Pfeilern von 50 Zentimetern Durchmesser gebildet, die jeweils 125 Tonnen Last tragen. Der Turm ruht auf einer 2,5 Meter dicken Betonpfahlkopfplatte, die 32 Meter im Durchmesser misst. Der Turm ist statisch so ausgelegt, dass er Windgeschwindigkeiten bis 206 km/h standhält und als erdbebensicher ist.
Am Turmfuß befindet sich ein Basisgebäude, in dem sich Senderäume befinden.

### Turmschaft und -korb
Der aus bewehrtem Beton erbaute Fernsehturm Pitampura hat bei einer Gesamthöhe von 235 Meter. Der Schaft hat auf drei Höhen in verschiedene Richtungen kleine, hervorspringende Balkone, die für die Anbringung von Parabolantennen konzipiert sind. Der Schaftdurchmesser verjüngt sich von 15,7 Meter an der Basis bis 6,7 Meter unterhalb des Turmkorbs. Die entsprechende Dicke des Schafts reduziert sich von 60 Zentimeter an der Basis bis 45 Meter an der Spitze. Innerhalb des Schaftes sind drei Plattformen angebracht, wo sich Besucher im Fall eines Notfalls hin begeben können. Zwei Aufzüge für je 13 Personen bringen die Besucher innerhalb einer Minute auf den Turmkorb. Eine Notfalltreppe mit 700 Stufen verbindet ebenfalls den Korb mit der Turmbasis.
Ab 147,5 Meter kragt ein viergeschossiger Turmkorb aus. Das unterste Geschoss auf 150,5 Meter Höhe hat einen Durchmesser von 13,1 Meter und dient als Antennenplattform für Mikrowellensender. Darüber befindet sich auf 155 Meter ein Drehrestaurant für rund 100 Personen. Die darüber befindliche Aussichtsplattform auf 158,50 Meter und einem Durchmesser von 26,5 Meter bietet rund 300 Besuchern Platz. Die Fenster dieser beiden Geschosse sind schräg nach außen geneigt. Die darüber befindlichen Ebenen verjüngen sich wieder, so dass das Betriebsgeschoss auf 161,5 Meter einen Durchmesser von 23,5 Metern aufweist. Der Betonschaft reicht bis zu einer Höhe von 167 Metern hinauf. Der verbaute Beton beträgt rund 9000 Kubikmeter.

### Antennenträger
Der rot-weiß gefärbte, rund 100 Tonnen schwere Antenträger aus Stahlfachwerk weist eine Höhe von 68 Metern auf und verjüngt sich im Durchmesser in drei Abschnitte: von 167 bis 198,5 Meter, bis 217,5 Meter und bis zur Spitze auf 235 Meter. Die Antennen nutzen drei Frequenzbänder: zwei für die Ausstrahlung von Fernsehprogramme, das dritte für ein UKW-Radioprogramm.

## Frequenzen und Programme
Der Fernsehturm Pitampura strahlt folgende Fernsehprogramme ab, die einen Radius von rund 85 Kilometer vom Sendestandort abdecken:
| Programmname | Kanal | ERP (kW) | Bildträgerfrequenz (MHz) | Akustische Trägerfrequenz (MHz) |
| ------------ | ----- | -------- | ------------------------ | ------------------------------- |
| DD National  | 5     | 20       | 175,25                   | 180,75                          |
| DD News      | 7     | 20       | 189,25                   | 194,75                          |